# Спондилоза
Спондилоза (од старогрчке речи σπονδυλος spóndylos, „пршљен“, у множини „пршљенови – кичме“) дегенеративно је обољење кичме изазвано било којим узроком (најчешће остеоартритисом кичменог стуба и хабањем кичменог стуба повезаног са годинама). Дегенеративни процеси код остеоартритиса углавном погађају тела кишмених пршљенова, неуралне отворе и фасетне зглобове (фасетни синдром). Ако је спондилоза озбиљнија, она може изазвати притисак на кичмену мождину или нервне корене са накнадним сензорним или моторичким поремећајима, као што су бол, парестезије, неравнотежа и неслабост мишића у удовима.
Када се простор између два суседна пршљена толико сузи да настаје компресија нервног корена који излази из кичмене мождине настаје радикулопатија (сензорни  и моторичких поремећаја, као што је јак бол у врату, рамену, руци, леђима или нози, праћен слабошћу мишића ). Ређе, директан притисак на кичмену мождину (обично у вратној кичми) може довести до мијелопатије, коју карактерише глобална слабост, дисфункција хода, губитак равнотеже и губитак контроле црева или бешике. Пацијент може доживети и сензације (парестезије) у рукама и ногама због компресије нерва и недостатка протока крви.   
Ако су захваћени вратни пршљенови, то се означава као вратна или цервикална спондилоза, док се спондилоза доњег дела леђа  означена као лумбална спондилоза.   
Спондилоза кичме је хронична болест, од које је веома тешко оздравити, али правовременом и адекватном терапијом не треба дозволити њене негативне последице.   

## Терминологија
Спондилоза је више описни термин него клиничка дијагноза. Буквално се може превести као бол и дегенерација кичме, без обзира на то шта узрокује бол или где се дегенерација локализована.
Након што стигну до потврђене клиничке дијагнозе за узрок бола код пацијента (а не само да открију да постоји спондилоза, која може, али и не мора да узрокује бол), лекари обично користе специфичније термине за дијагнозу (као што је остеоартритис), лумбална дегенеративна болест диска или цервикална дегенеративна болест диска , или лумбална спинална стеноза или цервикална спинална стеноза ) јер ти термини ефикасније описују оно што узрокује бол.

## Врсте спондилозе
Цервикална или вратна спондилоза
Цервикална спондилоза  је најчешћи тип прогресивног поремећаја који погађа врат током процеса старења, на шта указују подаци  Америчке академије ортопедских хирурга, према којима се јавља код 85% људи старијих од 60 година.
Узрокована је дегенеративном болешћу међупршљенског диска и обично изазива повремене болове у врату код средовечних и старијих пацијената, и обично реагује на модификацију активности, имобилизацију врата, изометријске вежбе и лекове. Неуролошки симптоми се јављају ретко, обично код пацијената са урођеном спиналном стенозом.
Грудна или торакална спондилоза
Торакална спондилоза је дегенерација централног и горњег дела кичме,  а обично се јавља због дегенеративне болести повезане са узрастом која се развија у зглобовима и дисковима кичме. Сви пацијенти доживљавају хабање горњих зглобова леђа како старе, али неки имају озбиљнија оштећења која изазивају значајан бол и губитак функције.  Како болест напредује, могу се развити израслине налик на кост или остеофити. Неравне ивице ових мамуз могу да иритирају оближње нерве, лигаменте и мишиће, узрокујући бол.
Слабинска или лумбална спондилоза
Лумбална спондилоуа која утиче на доњи део леђа, настаје као последица истрошености лумбалних зглобова током периода старења. Прати је код тежих оштећења значајан бол и губитак функције. Са развојем артритиса може доћи до развоја коштаних израслина, остеофита. Оштре ивице ових коштаних израслина могу иритирати околне нерве, лигаменте и мишиће, стварајући бол. После цервикална спондилозе аједан од најчешћих узрока бола код старијих особа.
Спондилоза на више нивоа
Ова врста спондилозе истовремено утиче на више од једног дела кичме.

## Етиологија
Спондилоза је најчечешће узрокована константним абнормалним притиском током година, сублуксацијом зглоба, стресом изазваним спортом, акутном и/или понављаном траумом, или лошим држањем тела, које доводи до деформације пршљенова и простора између међупршљенских дискова. Ненормалан стрес доводи до тога да тело формира нову кост како би надокнадило нову расподелу тежине,   нарушено оптерећење због померања кости ће изазвати спондилозу.
Лоше држање тела праћено је и губитак нормалних кичмених кривина што такође може довести до спондилозе. 
Спондилоза може утицати на пацијента у било ком узрасту; међутим, старији људи су подложнији тегобама изазваним спондилозом. 

### Фактори ризика
Свакодневно хабање кичменог стуба током времена је општи узрок спондилозе. Ове промене утичу на људе различито, и у зависности од фактора ризика сваког појединца укључују:
- генетску склоност
- гојазност или прекомерну тежину
- седентарни начин живота са недостатком вежбања
- повреде кичме или  операције кичме
- пушење дувана
- посао који захтева понављајуће покрете или покрете са оптерећењем који укључују кичму
- нафрушено ментално здравље (анксиозност или депресија)
- псоријатични артритис

## Патоанатомија
Кичма помаже у давању структуре тела и подржава већину његове тежине. Такође  у себи носи и штити скоро све главне нервне гране које излазе из мозга.
Кичма је закривљена, а не равна, а вратни, грудни и лумбални делови кичме садрже 24 кости познате као пршљенови, између којих се налазе  зглобови (фасетни зглобови) који омогућавају кичми да се креће флексибилно.  
Такође, меко, еластично ткиво звано интервертебрални дискови раздвајају пршљенове. Они се састоје од завршних плоча хрскавице и чврсте спољашњости, аннулуса фиброзуса, који окружује унутрашње језгро, нуклеус пулпозус. Интервертебрални дискови помажу у глатком кретању у кичменом стубу и ублажавају било какав утицај механичких сила на кости.
Како особа стари, дискови постају суви, тањи и тврђи и губе део своје способности амортизације. Због тога је већа вероватноћа да ће старија особа имати компресиони прелом пршљена него млађа особа. Прелом након компресије пршљенова настаје услед колапса костију у кичми. Често се јавља код остеопорозе .
Фасетни зглобови између пршљенова такође функционишу слабије са годинама због хабања  њихове хрскавице.
Како хрскавица еродира, кости почињу да се трљају, изазивајући трење. Ово може довести до стварања коштаних израслина, званих коштане мамузе.
Губитак еластичног ткива и развој оструга чине кичму чвршћом. Кретање леђа такође постаје мање глатко, а трење се повећава.

## Клиничка слика
Већина људи са старосном спондилозом не осећа никакве симптоме. Неки пацијенти имају симптоме неко време, а  онда они нестају. Понекад изненадни покрет може изазвати симптоме.
Уобичајени симптоми су укоченост и благи бол који се погоршавају након одређених покрета или дугог периода без кретања, на пример, током седења дуже време.
Озбиљнији симптоми укључују:
- осећај шкрипања или пуцкетања при померању кичме,
- слабост у рукама или ногама,
- лоша координација покрета,
- мишићни грчеви и бол,
- главобоље,
- губитак равнотеже и отежано ходање
- губитак контроле функције мокрачне бешике или црева

## Дијагноза

### Физички преглед
Постављање дијагнозе спондилозе почиње физичким прегледом који укључује:
- Проверу опсега покрета у кичми
- Тестирање ваших рефлекса и снаге мишића да би се сазнало да ли постоји притисак на ваше кичмене нерве или кичмену мождину
- Гледање како ходате да видите да ли компресија кичме утиче на ваш ход

### Сликовне методе
Сликовне методе које пружају детаљне информације за усмеравање дијагнозе и лечења  укључују:
Рендген кичме
Рендгенски снимак може показати промене у кичми, као што су коштане наслаге, које указују на спондилозу. 
Рендгенски снимак кичме такође може искључити ретке и озбиљније узроке болова и укочености у кичми, као што су тумори, рак, инфекције или преломи.
Магнетна резонантна томографија
Магнетна резонантна томографија (МРИ) користећи радио таласе и јако магнетно поље  може да произведе детаљне слике које могу помоћи да се прецизно одреде области где би нерви могли бити укљештени.
ЦТ  мијелографија
Код ЦТ мијелографија боја се убризгава у кичмени канал да би се обезбедило детаљније снимање. Овај тест олакшава уочавање детаља кичмене мождине, кичменог канала и нервних корена.

### Тестови нервних функција
Можда ће вам требати тестови да бисте утврдили да ли нервни сигнали правилно путују до мишића. Тестови нервних функција укључују:
Електромиографија
Електромиографијом се мери електрична активност у  нервима када се мишићи контрахују и мирују, док они преносе поруке мишићима.
Студија нервне проводљивости
Код ове методе електроде су причвршћене за кожу изнад нерва који се проучава. Из електрод се мали електрични шок пропушта кроз нерв како би се измерила снага и брзина кретања нервних сигнала.

## Терапија
Како за лечење спондилозе не постоји каузална терапија, лечење се заснива на побољшању стање кичме и смањењу клиничких манифестација болести, што даје доста добре резултате. Терапијске мере за борбу против болести треба започети што је пре могуће. Применом лекова и других метода  могуће је постићи стабилну ремисију и успорити развој патологије.

### Медикаментна терапија
За ублажавање болова, могу се користити нестероидне антиинфламаторне лекове (диклофенак, мовалис, ибупрофен, напроксен) и миорелаксирајућа средства која смањују мишићни спазам.  Симптоматска терапија подразумева и примену витамински комплекса, средстава за   смирење, антидепресива.

### Физикална терапија
Метод физиотерапије побољшавају циркулацију крви и трофизам у погођеним ткивима и ублажавају бол.. Поступци који се спроводе на одређеном месту кичме, или на паравертебрални начин обухватају: ултразвук, фонофорезу, ДМВ терапија, терапија блатом.
Посебну улогу у терапији  спондилозе има екстензиони третман - који користи статичке и динамичке ортотраксије, истезање кичменог стуба са потапања у минералној води.  

### Алтернативна и комплементарна  терапија
Иако генерално недостају велике клиничке студије које би подржале њихову ефикасност, многи комплементарни и алтернативни третмани се ефикасно користе  за ублажавање болова повезаних са спондилозом и дегенеративним стањима кичме. Неки од ових третмана укључују хиропрактичку манипулацију , терапију масажом , хипнотерапију, криотерапију, индивидуалне комплексне вежбе, гимнастике јоге или кигонга, на специјалним симулаторима и/или без њих, психолошке интервенције као што су когнитивно-бихејвиорална терапија и биофедбек и акупунктуру (рефлексотерапија) која побољшава проводљивост нерва и ублажава бол.

### Хируршка терапија
У случајевима када очигледни ефекат конзервативног третмана није примећен,  а болест се прогресивно погоршава  до те мере да терапије прве линије и третмани на средини пута не пружају адекватно ублажавање бола или симптома препоручује се употреба хируршких метода.   Уобичајени разлози за операцију укључују компресију нерва или кичмене мождине, која, ако постане озбиљна, може довести до значајне слабости и утрнулости руку или ногу.  
Хирургија спондилозе има две главне компоненте - уклањање онога што узрокује бол и спајање кичме да би се контролисало кретање - и познате су као операција декомпресије и стабилизације. Према томе циљ операције спондилозе је уклањање притиска са нерава или кичмене мождине, што се може постићи на више начина, али најчешће се ради о уклањању коштаних наслага или дискус херније.
Неке од најчешћих хируршких интервенција за спондилозу укључују:
- Декомпресијске операције за уклањање коштаних наслага ( фораминотомија ), херније дискова ( дисцектомија ) или дела пршљена ( фасетектомија )
- Хирургија стабилизације као што је фузија кичме за стабилизацију сегмената пршљенова помоћу коштаног графта и хардвера ако се крећу абнормално.
- Код неких пацијената, замена диска може бити добра опција, посебно ако се жели да избегнете фузија и резервно кретање.

Често се декомпресија и фузија раде истовремено. Ако се разматра хируршки захват на кичми ,   лекар ће размотрити много различитих фактора, попут  општег здравља, како би процени да ли је пацијент адекватан кандидат за операцију и одлучио о најбољој врсти операције за конкретну ситуацију.

## Компликације
Неке почетне промене или симптоми помажу лекарима да одреде коју врсту спондилозе пацијент има. Ове промене могу погоршати друге симптоме. Локација симптома као што је бол зависиће од дела кичме који захвата спондилоза.

## Диференцијална дијагноза
Код других болести, слични симптоми као код спондилозе могу се развити као компликације неке од основне болести, као што су:
Спинална стеноза - која  укључује бол у врату или леђима (који се може ширити низ ногу), проблеме са функцијом стопала и утрнулост или слабост стопала.
Цервикална радикулопатија - изазвана је променама на међупршљенском диску или пршљенској кости које због компресије кичмених нерава, резултују пратећим болом, утрнулошћу и преосетљивошћу.
Цервикална спондилотична миелопатија  - изазвана је компресијом нервних структура кичме. Симптоми укључују бол и утрнулост удова, губитак координације у рукама, неравнотежу и отежано ходање, а у каснијим фазама и проблеме са бешиком.
Сколиоза - изазвана неправилним растом кичменог стуба са кривљењем у једну или обе стране. Код ње постојати веза између дегенерације фасетних зглобова и сколиозе код одраслих.